# Fondazzjoni Wirt Artna
Die Fondazzjoni Wirt Artna - The Malta Heritage Trust ist eine auf freiwilliger Mitgliedschaft beruhende Nichtregierungsorganisation in Malta, die, ähnlich wie der englische National Trust im Bereich der Denkmalpflege tätig ist. Sie finanziert sich über Mitgliedsbeiträge, Spenden, Eintrittsgelder der von der Organisation betreuten Denkmale und Erlösen aus Dienstleistungen für öffentliche und private Auftragnehmer sowie Sponsoring.
Zu den Aufgaben und Zielen von Fondazzjoni Wirt Artna gehören die Förderung des öffentlichen Verständnisses des kulturellen Erbes der maltesischen Inseln und die Wiederherstellung und Restaurierung von Kulturgütern. Fondazzjoni Wirt Artna betreibt dazu Öffentlichkeitsarbeit und, stellt Sammlungen für Museen bereit und betreut diese. Zu den Aufgaben der Organisation zählt weiterhin die Einrichtung einer Datenbank mit Informationen zum kulturellen Erbe der Inseln.
Die Organisation wird von einem Board of Trustees geleitet. Vorsitzender dieses Boards ist derzeit Mario Farrugia. Der Sitz der Organisation befindet sich in Vittoriosa.

## Betreute Objekte

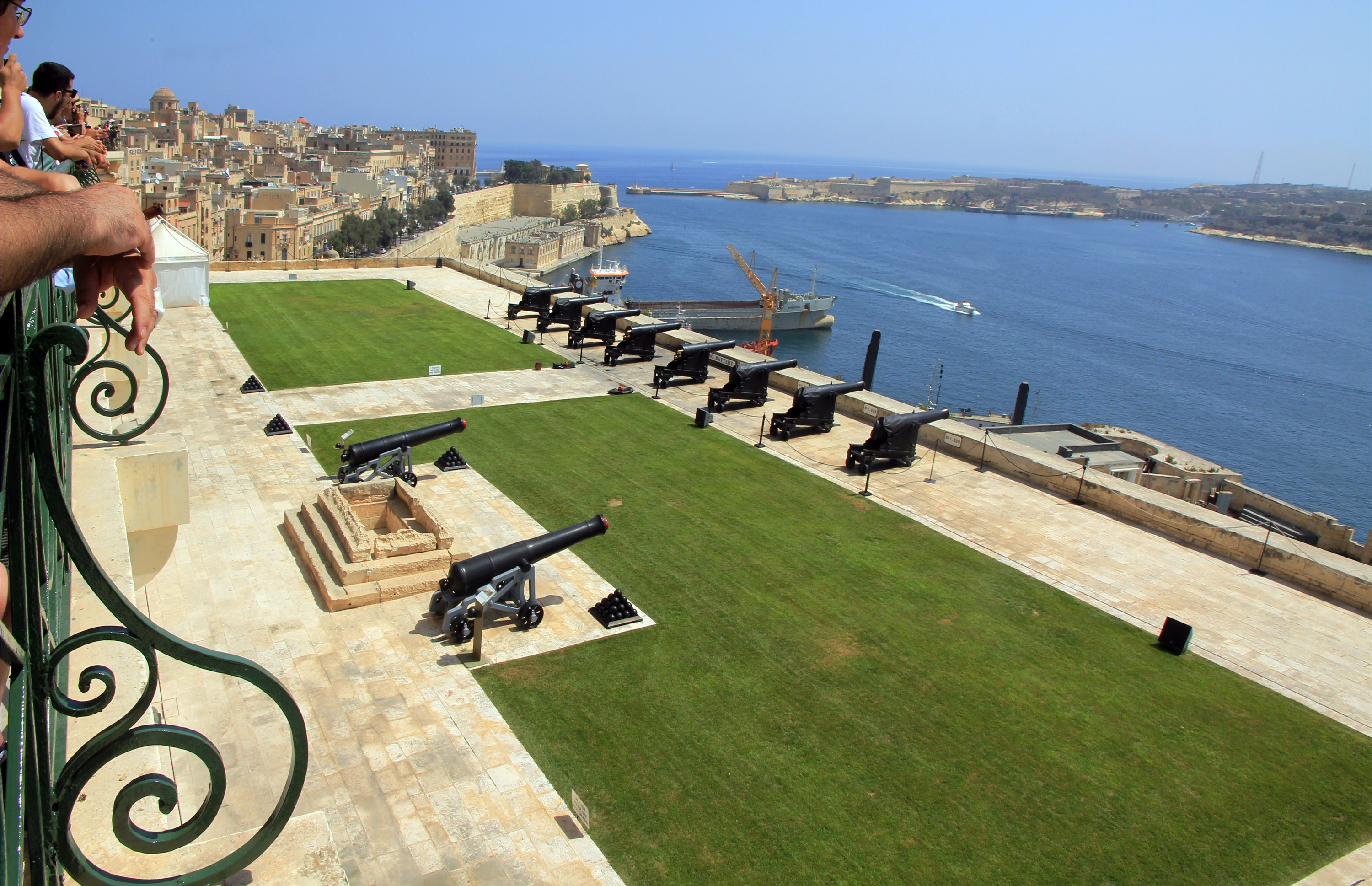
Saluting Battery

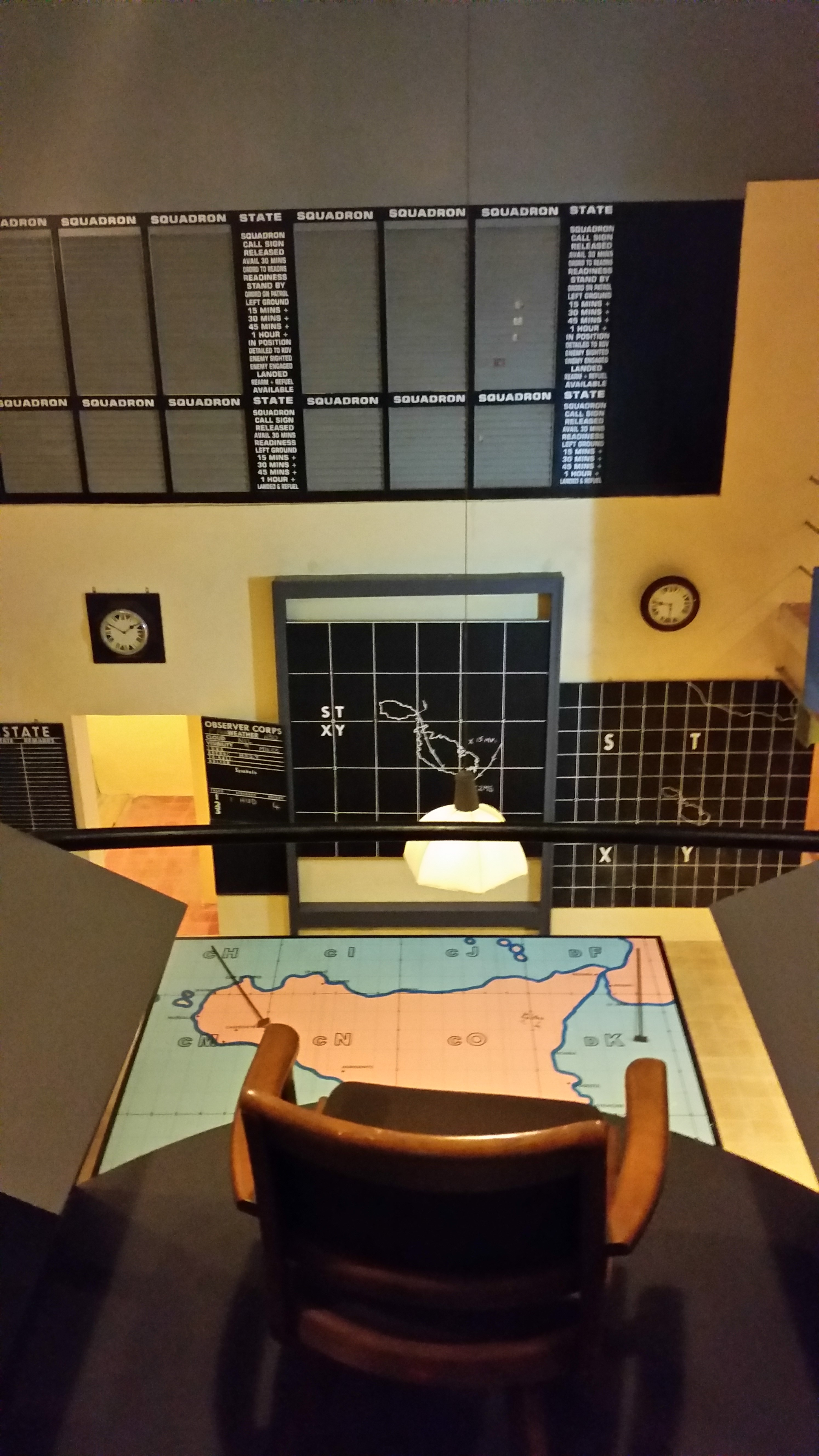
Lascaris War Rooms

für den Publikumsverkehr geöffnete Einrichtungen:
- Saluting Battery unterhalb der Upper Barrakka Gardens, Valletta - 1566
- The Malta at War Museum, Birgu - 1940
- Fort Rinella, Kalkara - 1884
- Lascaris War Rooms, Lascaris Ditch, Valletta - 1940

nach vorheriger Anmeldung zugängliche Einrichtungen:
- Kordin Temples 3, Paola - 3700 BC
- Notre Dame Gate, Vittoriosa - 1675
- Beach Gun Emplacement, Madliena - 1940
- Beach Post RAO, Kalkara - 1940
- Beach Post AB1, Mellieha - 1940
- Military Bridge, Pembroke -1890’s
- Coastal Tower, Madliena -1658–1659
- St Thomas Tower, Marsascala -1615
- Coastal Tower, Xgħajra - 1658–1659
- Defence Post L26, Marsascala - 1940
- French Post, Birgu - 1721
- Garrison Crypt, Valletta - 1855
- Medieval Hamlet, Simblija
- Perimeter Defence Post Pembroke - 1940
- Reserve Post R15, Naxxar - 1940
- SS  Peter & Paul Counterguard, Valletta -1630s
- Examination Gun Battery, Madliena - 1890’s
- Stone throwing fougasse, Madliena
- Stone throwing fougasse, Salini
- Anti-aircraft  Searchlight Emplacement, Tal-Qroqq, Zweiter Weltkrieg
- Artillery Observation post & Anti-aircraft Hangar, Tal-Qroqq, Zweiter Weltkrieg
- Harbour Defence Machine Gun posts x 2, Rinella Bay, Zweiter Weltkrieg
- Reserve Post R34, Kalkara, Zweiter Weltkrieg
- Mistra Battery, Mellieha